# Klimatförändring i Australien
Klimatförändringen har på grund av ett flertal stora klimatkatastrofer under 2000-talets första decennium blivit en stor politisk fråga i Australien.

## Effekter av klimatförändringen i Australien

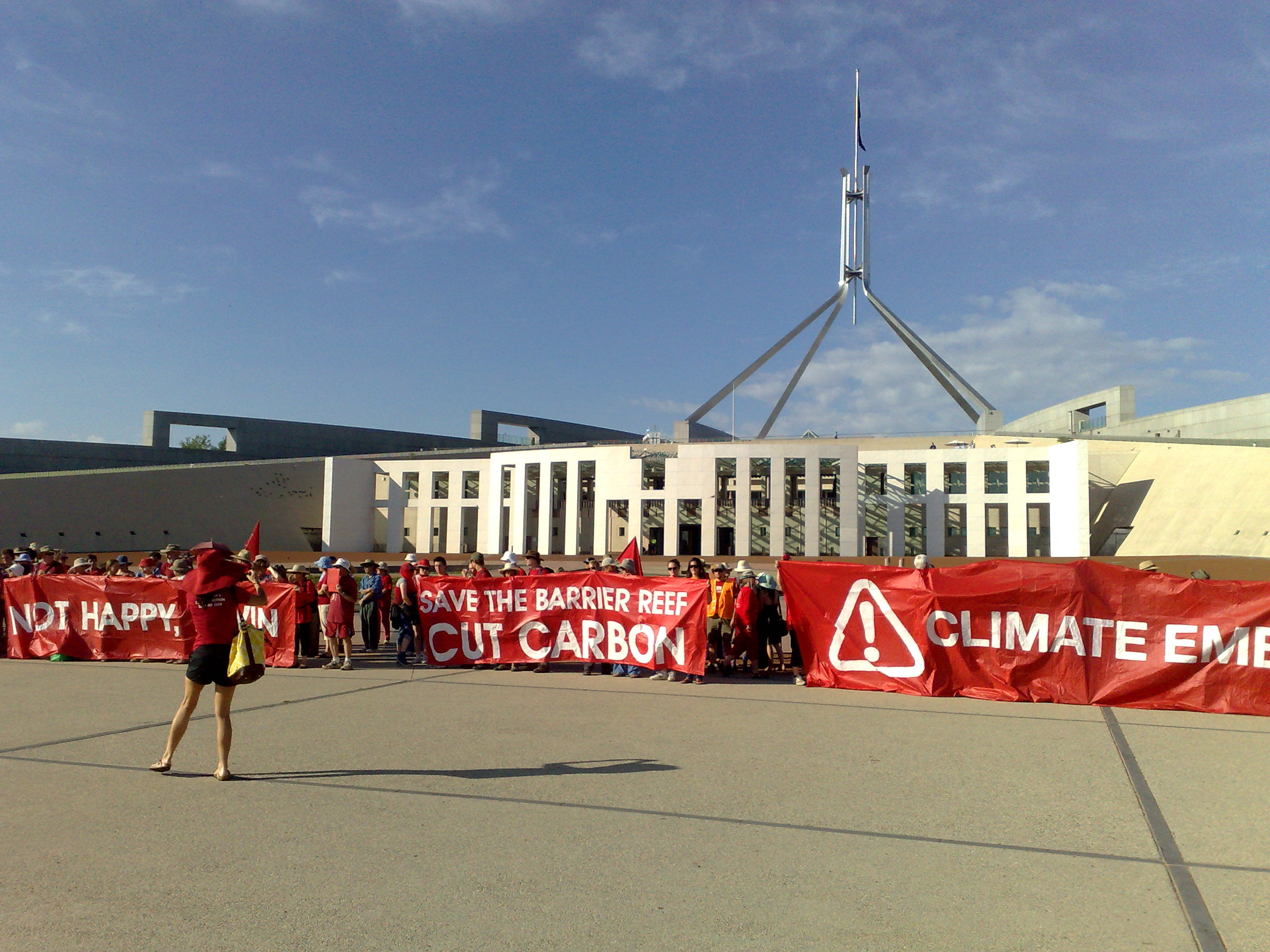
Demonstranter från Climate Action Summit utanför Parlamentshuset, Canberra

Enligt CSIRO och Garnaut Climate Change Review så är det troligt att klimatförändringarna har stora negativa effekter för Australien. Många djurarter, regioner och infrastruktur liksom även ekonomin i sin helhet och hälsoläget kan påverkas negativt. 

### Ekonomi
2008 släppte Ministeriet för klimatförändring och vatten rapporten Garnaut Climate Change Review vars slutsats bland annat var att ekonomin skulle växa med ett system med utsläppsrätter.